# 樊姓
樊姓為中文姓氏之一，在《百家姓》中排名第157位。

## 起源
樊姓的起源主要有二：
一是出自子姓，源于商族。周灭商后，在朝歌（今河南淇县）一带设置了卫国，封康叔为卫国国君，负责管理商族遗民中的七个部族。这七个部族分别是陶氏、施氏、樊氏、繁氏、锜氏、饥氏和终葵氏，史书上称之为“殷民七族”。其中樊氏一族的后人就以自己的族名为姓。
二是出自姬姓，其始祖为周王的后人仲山甫(也称为仲山父)。仲山甫是辅佐周宣王中兴的大臣。当时宣王的大臣尹吉甫曾作诗《烝民》来赞颂仲山甫的功绩，这首诗收录在《诗经》一书中。周宣王赐仲山甫封地于樊，所以他又被称为樊仲、樊穆仲。樊，也叫阳樊，在今河南省济源市西南。仲山甫的后裔遂以封地作为自己姓氏。

## 延伸阅读
[在维基数据编辑]
 《百家姓》
 《欽定古今圖書集成·明倫彙編·氏族典·樊姓部》，出自陈梦雷《古今圖書集成》